# To/Die/For
Pour les articles homonymes, voir To Die For.
To/Die/For, aussi abrégé TDF, est un groupe de metal gothique finlandais, originaire de Kouvola. Le groupe est initialement formé en 1993 comme groupe de heavy metal sous le nom de Mary-Ann. Après avoir changé de nom en 1999, ils publient un premier album, All Eternity, la même année. Le groupe se sépare en 2016.

## Biographie
Le groupe est initialement formé en 1993 comme groupe de heavy metal sous le nom de Mary-Ann. Sous ce nom, ils comptent deux démos-EPs, Mary-Ann, publié en 1997 et Deeper Sin, publié en 1998. Ils changent de nom en 1999, et passent du heavy metal au metal gothique. Deeper Sin leur permettra de signer au label Spinefarm Records. Leur premier album All Eternity sort en Finlande à la fin de l'année, et le groupe signa alors un contrat avec Nuclear Blast (pour l'Europe) et Pony Canyon (pour le Japon). Le groupe enregistra les clips des chansons In the Heat of the Night et Farewell qui sont beaucoup diffusés.
En 2000, le groupe part en tournée en Europe avec Dark Tranquillity, Sentenced et In Flames. Le bassiste Miikka Kuisma quitta le groupe et est remplacé par Marko Kangaskolkka, qui avait joué avec eux à leurs tout débuts. L'album Epilogue sort en 2001, suivi d'une tournée avec Lacrimosa.
L'album Jaded sort en 2003, et en août, le chanteur Jarno Perätalo quitte le groupe. Il forme un nouveau groupe nommé Tiaga, composé d'anciens membres de To/Die/For. Juha Kylmanen (de For My Pain…) assure le chant de To/Die/For. Spinefarm Records n'aimait pas l'idée d'un To/Die/For sans Jarno Perätalo, estimant que le public avait déjà associé les deux noms. Ils proposent donc au groupe Tiaga d'enregistrer leur album sous le nom de To/Die/For. Ainsi sort l'album IV en 2005. Cette même année, le groupe part en tournée en soutien à l'album, et se sépare du guitariste Sutela. Leur cinquième album Wounds Wide Open est publié en 2006.
En avril 2009, l'ancien chanteur du groupe, Jape Perätalo, forme un nouveau groupe appelé Sundown Sindrome, dont la première chanson est postée le 24 avril. En juillet 2009, To/Die/For annoncent être en pleine écriture pour un nouvel album.
En novembre 2011, ils annoncent la sortie de leur sixième album, Samsara le 14 décembre 2011 en Amérique du Nord et le 19 janvier 2012 au Mexique. En mai 2012, le groupe signe un contrat avec le label Massacre Records. Le 21 juillet 2016, le groupe annonce sa séparation, ainsi qu'un dernier concert au John Smith Festival de Laukaa, en Finlande.

## Membres

### Derniers membres
- Juha-Pekka « Juppe » Sutela - guitare (1999-2004, 2010-2016)
- Jarno « Jape » Perätalo - chant (1999-2009, 2009-2016)
- Eza Viren - basse (2011-2014), guitare (2014-2016)
- Matti Huopainen - batterie (2011-2014, 2014-2016)

### Anciens membres
- Juha Kylmanen - chant (2004)
- Joonas Koto - guitare (1999-2003, 2006-2009)
- Miikka Kuisma - basse (1999-2000)
- Marko Kangaskolkka - basse (2000-2003)
- Tonmi Lillman - batterie (1999-2003)
- Mika Ahtiainen - guitare (2002-2005)
- Juska Salminen - claviers (2004-2005, 2010-?)
- Antti-Matti « Antza » Talala - guitare (2005-2009, 2010-2014)
- Jarkko « Josey » Strandman - basse (2004-2009, 2009-2011)
- Santtu Lonka - batterie (2003-2008, 2010-2011, 2014)

### Membres invités
- Kimberly Goss - chant (sur All Eternity)
- Marco Hietala - chant (sur Epilogue)
- Tanya Kemppainen - chant (sur Epilogue et Jaded)
- Anna - chant (sur Jaded)

## Discographie

### Albums studio
- 1999 : All Eternity
- 2001 : Epilogue
- 2003 : Jaded
- 2005 : IV
- 2006 : Wounds Wide Open
- 2011 : Samsara

### Démos et EPs
- 1997 : Mary-Ann (sous Mary-Ann)
- 1998 : Deeper Sin (sous Mary-Ann)

### Singles
- 2000 : In The Heat Of The Night
- 2001 : Hollow Heart
- 2005 : Little Deaths
- 2006 : Like Never Before
- 2014 : Screaming Birds